# بيترو ليون
بيترو ليون (بالإيطالية: Pietro Leone)‏ (13 يناير 1888 بماساتسا في إيطاليا - 4 فبراير 1958) هو لاعب كرة قدم إيطالي في مركز الوسط، شارك في الألعاب الأولمبية الصيفية 1912. وشارك مع منتخب إيطاليا لكرة القدم. أما مع النوادي، فقد لعب مع نادي برو فيرتشيلي.

## وصلات خارجية
- بيترو ليون على موقع قاعدة بيانات كرة القدم.إي يو (الإنجليزية)
- بيترو ليون على موقع عالم كرة القدم.نت (الإنجليزية)
- بيترو ليون على موقع أوليمبيديا (الإنجليزية)